# Kienberg (Szwajcaria)
Kienberg – miejscowość i gmina w Szwajcarii, w kantonie Solura, w jednostce administracyjnej (Amtei) Olten-Gösgen, w okręgu Gösgen.  

## Demografia
W Kienbergu mieszka 496 osób. W 2021 roku 12,3% populacji gminy stanowiły osoby urodzone poza Szwajcarią. 

## Transport
Przez teren gminy przebiegają drogi główne nr 276, nr 309 i nr 536.